# (6299) Reizoutoyoko
(6299) Reizoutoyoko es un asteroide perteneciente al cinturón de asteroides, región del sistema solar que se encuentra entre las órbitas de Marte y Júpiter, más concretamente a la familia de Coronis descubierto el 5 de diciembre de 1988 por Masaru Arai y el astrónomo Hiroshi Mori desde el Yorii Observatory, Yorii Japón.

## Designación y nombre
Designado provisionalmente como 1988 XQ1. Fue nombrado Reizoutoyoko en homenaje a Reizou y Toyoko Mori, los padres del segundo descubridor, Hiroshi Mori.

## Características orbitales
Reizoutoyoko está situado a una distancia media del Sol de 2,865 ua, pudiendo alejarse hasta 2,980 ua y acercarse hasta 2,749 ua. Su excentricidad es 0,040 y la inclinación orbital 3,216 grados. Emplea 1771,41 días en completar una órbita alrededor del Sol.

## Características físicas
La magnitud absoluta de Reizoutoyoko es 12,4. Tiene 8,98 km de diámetro y su albedo se estima en 0,263. 